# Isola Principe di Galles (Stati Uniti d'America)
L'isola Principe di Galles è una delle isole dell'Arcipelago Alessandro nell'Alaska sud-orientale. È la quarta isola per grandezza degli Stati Uniti dopo l'Isola di Hawaii, l'isola Kodiak e Porto Rico; inoltre si trova al 97º posto tra le isole più grandi del mondo. L'isola si trova all'interno del Tongass National Forest.

## Geografia
L'isola ha una lunghezza di 217 km ed una larghezza di 72 per una superficie totale di 6675 km quadrati. L'altezza massima dell'isola è un picco senza nome di 1217 m, seguito dal monte Copper con i suoi 1194 m.

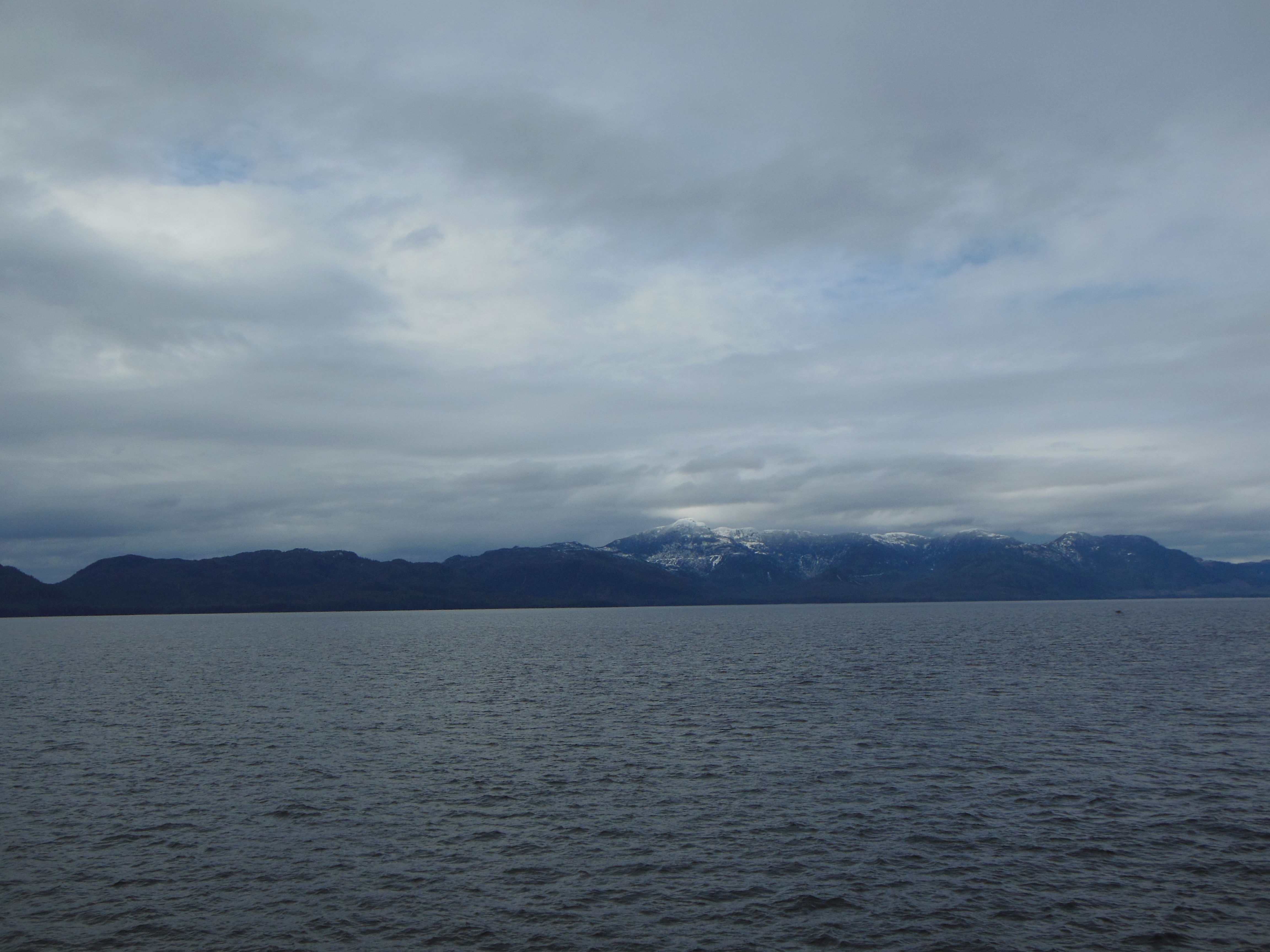
La penisola Kasaan sul lato est dell'isola

Lo stretto di Sumner separa a nord-ovest l'isola Principe di Galles da Kuiu Island e a nord da Kupreanof Island; lo stretto di Clarence la divide a nord-est dalle isole Zarembo ed Etolin, e a est dalla penisola Cleveland, da Gravina Island e Annette Island. Molte isole si trovano affiancate al suo lato occidentale e sono (da nord a sud): Kosciusko (separata da El Capitan Passage), Tuxekan, Heceta, Noyes, Lulu, San Fernando, Baker, Suemez, Dall (separata dallo stretto di Tlevak - Tlevak Strait) e Long Island, che delimita ad ovest la Cordova Bay.
Nella zona nord dell'isola, circa 15 km a nord-ovest dell'insediamento di Whale Pass, si trova la grotta El Capitan, la più lunga e profonda grotta carsica dell'Alaska. Altre aree naturali dell'isola sono la Karta River Wilderness (al centro) e la South Prince of Wales Wilderness.

### Baie, insenature e canali
La costa dell'isola è molto frastagliata, specialmente dal lato del Pacifico, e comprende moltissimi canali, stretti, baie e insenature.

### Promontori marini
Lungo la costa dell'isola sono presenti molti promontori, alcuni provvisti di fari segnalatori.

### Laghi e lagune
Nell'isola sono presenti diversi laghi e lagune (in maggioranza senza nome), soprattutto nella parte meridionale.

### Fiumi e cascate
Nell'isola sono presenti diversi fiumi (in maggioranza senza nome). Le rapide in prossimità delle lagune e del mare sono dovute soprattutto alle variazioni di marea.

### Monti
Nell'isola sono presenti diversi monti, in maggioranza senza nome e non molto alti.

### Fauna
Fa parte della fauna selvatica lo scoiattolo volante del Principe di Galles (Glaucomys sabrinus griseifrons), una specie endemica che non si trova da altre parti.

## Storia
Vivono sull'isola i Kaigani Haida (o Alaska Haida), principalmente nei villaggi di Kasaan e Hydaburg. Il popolo, originario delle isole Regina Carlotta della Columbia Britannica, emigrò sull'isola Principe del Galles alla fine del XVIII secolo.
Il primo europeo ad arrivare nell'area fu Aleksej Čirikov, durante la Seconda spedizione in Kamčatka con Vitus Bering, nel 1741, quando avvistò l'isola Baker sul lato ovest dell'isola Principe di Galles. Nel 1774 Juan Pérez guidò una spedizione spagnola da La Paz, in Messico (che era allora una colonia spagnola) e raggiunse Suemez Island. Nel 1779 una spedizione britannica comandata dal capitano James Cook superò l'isola Principe di Galles. Jean-François de La Pérouse condusse una spedizione francese nell'area nel 1786.
Gli americani europei raggiunsero l'area per sfruttarne le risorse naturali nel tardo XIX secolo e i coloni iniziarono a estrarre oro, rame e altri metalli da miniere sotterranee sull'isola.

## Geografia politica
L'intera popolazione della Census Area di Prince of Wales-Hyder era di 5 559 persone al censimento del 2010. La principale città dell'isola è Craig con 1 201 abitanti (1.262 stimata per il 2019). 
Le località dell'isola sono:
| Nome            | Abitanti | Posizione | Coordinate             | Vie di accesso | Immagini                                                           |
| --------------- | -------- | --- | ---------------------- | --- | ------------------------------------------------------------------ |
| Coffman Cove    | 176      | Si trova sul lato nord-est dell'isola, all'imbocco della baia di Coffman (Coffman Cove) di fronte all'isola di Coffman (Coffman Island), alla fine meridionale del canale di Kashevarof (Kashevarof Passage)                                          | 56°00′44″N 132°49′44″W | Si raggiunge per via mare o per mezzo della strada NF-3030 (National Forest Development Road) |                                                                    |
| Craig           | 1262     | Si trova a metà isola, lato occidentale, nell'insenatura di Klawock (Klawock Inlet) tra la baia di Crab (Crab Bay) e la baia di Bagial (Bagial Bay) di fronte all'isola di Fish Egg (Fish Egg Island)                                                 | 55°28′35″N 133°08′54″W | Tramite la strada AK-924 è collegata (9 chilometri) dall'abitato di Klawock. | Craig, nella San Alberto Bay, di fronte all'isola di San Fernando. |
| Hollis          | 112      | Si trova a metà isola, lato orientale, nel fiordo di Twelvemile (Twelvemile Arm), una diramazione della baia di Kasaan (Kasaan Bay), tra la baia di Hollis (Hollis Anchorage) e la baia di Clark (Clark Bay), di fronte all'isola di Cat (Cat Island) | 55°29′00″N 132°38′05″W | Via mare è servita dal traghetto "Hollis-Ketchikan", via terra è collegata all'abitato di Craig dalla strada AK-924 ("Hollis Rd"). |                                                                    |
| Hydaburg        | 379      | Si trova a metà isola, lato occidentale, all'imbocco nord dello stretto di Sukkwan (Sukkwan Strait), di fronte all'isola di Goat (Goat Island) | 55°12′17″N 132°49′15″W | Da nord è collegata al resto dell'isola dalla "Hydaburg Hwy" (AK-913) (che interseca a nord - 30 chilometri in linea d'aria - la strada AK-924, a circa 15 chilometri da Hollis), mentre da sud arriva la Cedar St Exn, una breve strada che collega il promontorio di Saltery (Saltery Point), di fronte all'isola di Sukkwan (Sukkwan Island) con Hydaburg.                                                                                |                                                                    |
| Kasaan          | 48       | Si trova nella parte interna della penisola di Kasaan (Kasaan Peninsula) sulla baia di Kasaan (Kasaan Bay) | 55°32′30″N 132°24′07″W | Per strada è raggiunta, da nord, dalla "S. Thorne Bay Rd" che collega Kasaan a Thorne Bay (circa 20 chilometri più a nord in linea d'aria). Via mare si trova a 14 chilometri dal terminale del traghetto "Hollis-Ketchikan". |                                                                    |
| Klawock         | 787      | Si trova a metà isola, lato occidentale, sull'insenatura di Klawock (Klawock Inlet), nella baia di Alberto (Alberto Bay) di fronte all'isola di Wadleigh (Wadleigh Island)                                                                            | 55°33′18″N 133°05′07″W | È collegata dalla strada AK-924 a Hollis (terminale del traghetto da Ketchikan); verso sud la strada prosegue (Craig-Klawock Hwy) verso Craig; verso nord tramite la strada AK-929 (Big Salt Rd) arriva al bivio sulla strada "Thorne Bay Rd" a est verso la località Thorne Bay e sulla strada "N Island Rd" a ovest verso la località Naukati Bay. La cittadina, 3 chilometri a nord, è servita da un piccolo aeroporto (Klawock Airport). |                                                                    |
| Naukati Bay     | 113      | Si trova nella parte centro-occidentale dell'isola, sugli stretti di Tuxekan (Tuxekan Narrows), all'imbocco della baia di Little Naukati (Little Naukati Bay), di fronte all'isola di Tuxekan (Tuxekan Island)                                        | 55°52′24″N 133°11′06″W | Si raggiunge via terra tramite la strada "N Island Rd" (20 Rd) che collega a nord Point Baker (circa 60 chilometri in linea d'aria), mentre a sud si congiunge con le strade AK-929 e "Thorne Bay Rd" dopo circa 40 chilometri di strada. |                                                                    |
| Point Baker     | 15       | Si trova all'estremo nord dell'isola sullo stretto Sumner (Sumner Strait) di fronte all'isola di False (False Island) | 56°21′07″N 133°37′41″W | Via terra è collegata a sud, tramite la strada "N Island Rd" (20 Rd), con la località Naukati Bay (circa 60 chilometri in linea d'aria). Si trova a nord di Port Protection (3,5 chilometri in linea d'aria) |                                                                    |
| Port Protection | 48       | Si trova all'estremo nord dell'isola tra la baia di Wooden Wheel (Wooden Wheel Cove) e la baia di Protection (Protection Port), sullo stretto Sumner (Sumner Strait) di fronte all'isola di Jackson (Jackson Island)                                  | 56°19′18″N 133°36′24″W | Via terra è collegata a sud, tramite la strada "N Island Rd" (20 Rd), con la località Naukati Bay (circa 60 chilometri in linea d'aria). |                                                                    |
| Thorne Bay      | 467      | Si trova a metà isola, lato orientale, sulla baia di Thorne (Thorne Bay), subito a nord della penisola di Kasaan (Kasaan Peninsula) | 55°40′38″N 132°33′22″W | Via terra è collegata al resto dell'isola tramite la strada "Thorne Bay Rd" (NF-30). |                                                                    |
| Whale Pass      | 30       | Si trova nel nord dell'isola, lato orientale, all'interno del canale Whale (Whale Passage) | 56°06′45″N 133°08′31″W | Via terra è raggiunta dalla strada "Loop Rd" che si collega alla "N Island Rd" (20 Rd) |                                                                    |

Altre località minori sono:
- Loggin Camp 56°18′15″N 133°37′12″W: si trova all'estremo nord dell'isola, sulla baia di Protection (Protection Port), a pochi chilometri da Port Protection e Point Baker. Si accede dalla "N Island Rd".
- Calder 56°10′38″N 133°28′07″W: si trova al nord dell'isola (lato occidentale) nei pressi della baia di Calder (Calder Bay). Si accede dalla strada NF-29 che, tramite la NF-15, è collegata alla "N Island Rd" (NF-20).
- El Capitan Work Center 56°09′38″N 133°19′04″W: si trova sul canale di El Capitan (El Capitan Passage) e si accede tramite la strada NF-15 un proseguimeto della NF-29 collegata più a est alla "N Island Rd" (NF-20).
- Waterfall 55°17′50″N 133°14′35″W: si trova a metà isola lato occidentale sul canale Ulloa (Ulload Channel) di fronte all'isola Suemez (Suemez Island). L'accesso è solamente marittimo.

## Trasporti
Un traghetto serve il porto di Hollis e l'Inter-Island Ferry Authority collega l'isola con Ketchikan.
Sull'isola Principe di Galles c'è un solo aeroporto, quello di Klawock (IATA: KLW).

### Strade
L'isola è dotata di una diffusa rete stradale, costruita nel XX secolo al tempo dello sfruttamento delle foreste, che collega la quasi totalità delle comunità della regione, anche se parte di questa rete non è asfaltata. C'è una nuova strada statale panoramica lunga 500 chilometri che collega quasi tutte le comunità sull'isola. Qui di seguito sono elencate le principali strade dell'isola (tutte le distanze indicate sono calcolate in linea d'aria).

#### N Island Rd
La strada "N Island Rd" (numerata come "20 Rd") è la strada principale del nord dell'isola. Inizia nei pressi del lago di Control (Control Lake) 55°41′45″N 132°52′38″W e forma un trivio con le strade "Big Salt Rd" e "Thorne Bay Rd". Prosegue verso nord e raggiunge la località Naukati Bay 55°52′24″N 133°11′06″W, affianca il canale di El Capitan (El Capitan Passage) e termina all'estremo nord dell'isola nei pressi della località Port Protection 56°16′39″N 133°35′55″W. La strada copre una distanza di circa 80 chilometri.
Lungo questa strada ci sono alcune deviazioni importanti: sulla "Loop Rd" per raggiungere la località Whale Pass 56°06′45″N 133°08′31″W; sulla "NF 23" per raggiungere la località di Coffman Cove 56°00′44″N 132°49′44″W; sulla "NF 2060" per raggiungere Naukati Bay 55°52′24″N 133°11′06″W (quest'ultimo bivio si trova alle seguenti coordinate 55°53′42″N 133°11′14″W).
Alcune strade scorrono parallelamente alla "N Island Rd": la "NF 2058" poi "NF 2054" (bivio alle coordinate 55°54′06″N 133°08′22″W) o la "Jeep Trail" 55°51′10″N 133°04′03″W.

#### Loop Rd
Con la strada "Loop Rd", dalla "N Island Rd", si raggiunge la località Whale Pass 56°06′45″N 133°08′31″W (distante circa 6 chilometri dalla "N Island Rd"). La strada forma un anello: il bivio sud è nei pressi del lago di Neck (Neck Lake) 55°51′10″N 133°04′03″W; quello più a nord si trova vicino al lago di Twin Island (Twin Island Lake) 56°09′36″N 133°14′47″W.
Da Whale Pass la strada "Exchange Cove Rd" (numerata come "30 Rd") raggiunge a nord-est l'isola di Exchange (Exchange Island) 56°13′03″N 133°04′00″W dopo circa 10 chilometri.

#### NF 23 / NF 30 / NF 3030
Il gruppo di strade "NF 23" / "NF 30" / "NF 3030" collegano la "N Island Rd" con la località Coffman Cove 56°00′44″N 132°49′44″W distante circa 20 verso est. Il bivio si trova alle coordinate 55°51′53″N 133°04′37″W e parte della strada è chiamata anche "National Forest Development Road" o anche "Coffman Cove Road".
Una strada importante (chiamata di seguito "Logger's Ln", "Coffman Cove Thorn Bay" e alla fine "Sandy Beach") collega, lungo la costa est dell'isola, Coffman Cove 56°00′44″N 132°49′44″W con la località Thorne Bay 55°40′38″N 132°33′22″W (circa 40 chilometri più a sud).

#### Thorne Bay Rd
Presso il lago di Control (Control Lake) 55°41′45″N 132°52′38″W inizia la strada "Thorne Bay Rd" che proseguendo verso est collega la cittadina di Thorne Bay 55°40′38″N 132°33′22″W (distanza: 20 chilometri dal bivio).
Dalla "Thorne Bay Rd" si diramano verso sud alcune strade: la strada "S Thorne Bay Rd" che collega Thorne Bay con Kasaan 55°32′30″N 132°24′07″W a circa 20 chilometri più a sud e le strade "Salt Chuck Mine Rd" e "Power Lake Rd" (strade minerarie).

#### Big Salt Rd
Presso il lago di Control (Control Lake) 55°41′45″N 132°52′38″W inizia la strada "Big Salt Rd" (numerata come 929) che proseguendo verso sud raggiunge la località di Klawock 55°33′18″N 133°05′07″W sulla costa occidentale dell'isola a circa 20 chilometri dal bivio. Tre chilometri prima del centro abitato si trova l'unico aeroporto dell'isola.
Da Klawock la strada 929 chiamata "Craig-Klawock Hwy" dopo 8 chilometri raggiunge più a sud la cittadina di Craig 55°28′35″N 133°08′54″W. Da Craig la strada "Port St Nicholas Rd" dopo una decina di chilometri verso sud si ferma di fronte all'isola di Rancheria (Rancheria Island) 55°25′47″N 133°05′10″W.

#### Hollis Rd
La strada più importante del centro dell'isola è la Hollis Rd (numerata come 924) e collega la località di Hollis 55°29′00″N 132°38′05″W dove arriva il traghetto da Ketchikan alla città di Klawock 55°33′18″N 133°05′07″W dopo circa 30 chilometri. Da Hollis si dirama verso nord la strada mineraria "Lucky Nell Mine Access Trail".

#### Hydaburd Hwy
A circa metà strada sulla 924 55°27′29″N 132°50′30″W, tramite la strada "Hydaburd Hwy", viene collegata più a sud la località Hydaburg 55°12′17″N 132°49′15″W distante circa 28 chilometri. A metà della strada "Hydaburd Hwy" alcune strade ("Cedar St Exn" e "NF 21") permettono l'accesso alla parte centro-orientale dell'isola.

## Economia
Storicamente, lo sfruttamento delle foreste era il cardine dell'economia per gran parte del XX secolo. Il declino dell'industria alla fine del XX secolo ha lasciato in funzione solo poche segherie di piccole dimensioni.
Il turismo, compresa la pesca sportiva, è una parte importante dell'economia di Prince of Wales. La pesca commerciale costituisce la base dell'economia per numerose città dell'isola tra cui Craig, Klawock, Hydaburg, Port Protection e Point Baker. 
Durante l'estate si pescano cinque specie di salmoni del Pacifico. I palangari tirano sull' halibut e il carbonaro dell'Alaska. La stagione dei granchi (Metacarcinus magister) e dei gamberi dura tutto l'anno, mentre durante l'inverno si fanno immersioni per vongole dalla proboscide, cetrioli di mare e ricci di mare.
L'esplorazione minerale continua in molti progetti sull'isola Principe del Galles. L'unica miniera di uranio produttiva di tutto lo stato dell'Alaska era situata sull'isola e continua l'esplorazione di terre rare nella regione. Il monte Bokan contiene la terza più alta quantità relativa di ossidi di terre rare della terra (REO in inglese). Nel 2012 il Pentagono ha avviato uno studio mineralogico e metallurgico della montagna (il Bokan - Dotson ridge REE). La produzione di REO dalla miniera è stimata in una media 2250 tonnellate all'anno durante i primi cinque anni, con 95 t di ossido di disprosio, 14 t di ossido di terbio e 515 t di ossido di ittrio prodotti in un anno.

## Divisioni amministrative, parchi, riserve e altro
Nell'isola sono previste diverse aree di vario tipo (le dimensioni delle aree sono indicative e le coordinate si riferiscono al centro dell'area).
Joe Mace State Marine Park (56°21′04″N 133°37′38″W - 0,25 km{\displaystyle ^{2}})
Questo parco marino di 62 acri si trova all'estremità settentrionale dell'isola vicino alla località Point Baker e comprende alcune isole (False Island e Joe Mace Island). Il parco è utilizzato soprattutto per la pesca, ma non possiede nessuna struttura ed è non accessibile via terra. Il parco è indicato anche come "Joe Mace Island State Marine Park".
Mt Calder Mt Holbrook Lud II Management Area (56°06′20″N 133°29′53″W - 246 km{\displaystyle ^{2}})
L'area si sviluppa per circa 30 chilometri da nord a sud sul lato occidentale dell'isola. Si tratta di un'area turistica gestita dal "Forest Service" compresa nella foresta Nazionale di Tongass (Tongass National Forest). Comprende alcune isole (Kosciusko Island, Middle Island, Davide Island e Hamilton Island) comprese alcune isole più a nord ad est dell'isola di Kuiu (Kuiu Island). Sull'isola "Principe di Galles" comprende il monte Calder (Mount Calder) alto 1.027 metri 56°13′54″N 133°35′37″W, mentre sull'isola di Kosciusko comprende il monte Holbrook (Holbrook Mountain) alto 807 metri 56°01′42″N 133°27′17″W.
Salmon Bay Land Use Development II Management Area (56°13′34″N 133°11′28″W)
Si tratta di una piccola area attorno al lago di Salmon Bay (Salmon Bay Lake) a nord dell'isola.
Karta River Wilderness (55°37′10″N 132°48′59″W - 157 km{\displaystyle ^{2}})
È un'area naturale situata in posizione centrale sull'isola di "Prince of Wales". Si trova a 8 miglia (13 km) a nord della città di Hollis, appena ad est della penisola di Kasaan (Kasaan Peninsula). Non è raggiungibile via terra. L'area è stata istituita dal Congresso degli Stati Uniti nel 1990, come parte del "Tongass Timber Reform Act" . Nell'area sono presenti due laghi ricchi si salmoni: lago di Salmon (Salmon Lake) e il lago di Karta (Karta Lake). Nella riserva è proibita qualsiasi impresa commerciale, costruzione di strade, utilizzo di veicoli a motore, atterraggio elicotteri e altro come permanenze temporanee
Maybeso Experimental Forest (55°30′13″N 132°47′36″W - 44 km{\displaystyle ^{2}})
Si tratta di una ricerca istituita nel 1956 per indagare gli effetti della raccolta del legname sulla rigenerazione e ricrescita delle foreste e sull'habitat delle aree di riproduzione dei salmoni. L'area di circa 4.400 ettari, che corrisponde più o meno alla valle percorsa dal fiume Maybeso (Maybeso Creek), si estende a nord della città di Hollis e confina a nord con la Karta River Wilderness.
Nutkwa Lud II Management Area (55°09′37″N 132°27′14″W - 113 km{\displaystyle ^{2}})
L'area si trova nella parte centrale del sud dell'isola. Anche questa riserva è stata definita dal Congresso degli Stati Uniti nel 1990, come parte del "Tongass Timber Reform Act". L'area comprende la laguna di Nutkwa (Nutkwa Lagoon).
South Prince of Wales Wilderness (55°04′54″N 132°23′18″W - 364 km{\displaystyle ^{2}})
All'estremo sud disabitato dell'isola si trova la South Prince of Wales Wilderness. Quest'area di 90.000 acri protegge un tipo di foresta pluviale temperata del Pacifico ancora allo stato selvaggio. La gestione è assegnata al "Servizio Forestale degli Stati Uniti" della foresta Nazionale di Tongass (Tongass National Forest), una disposizione dell'Alaska National Interest Lands Conservation Act del 1980. In quest'area si trovano oltre 75 isole.